# 別列贊卡

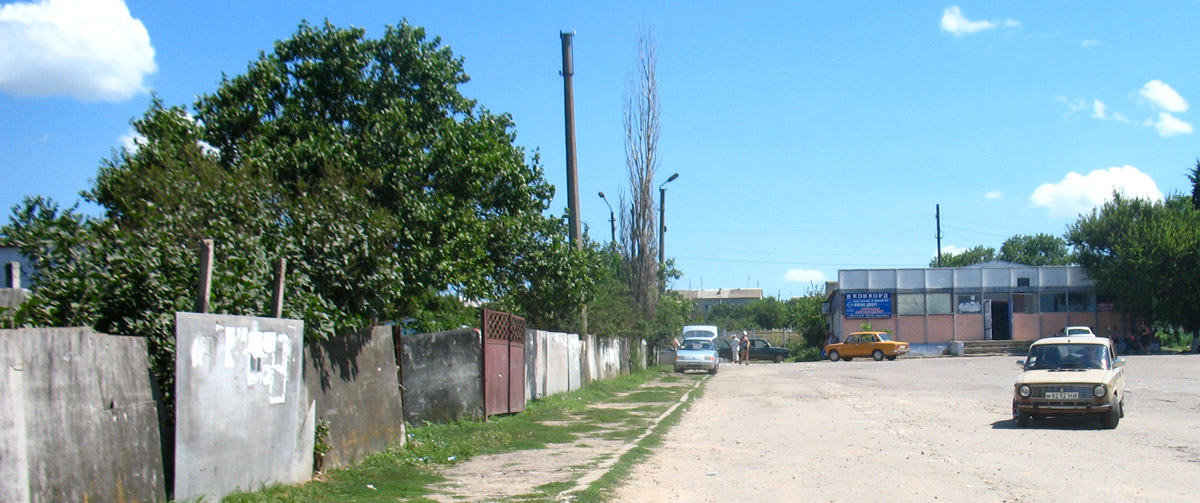

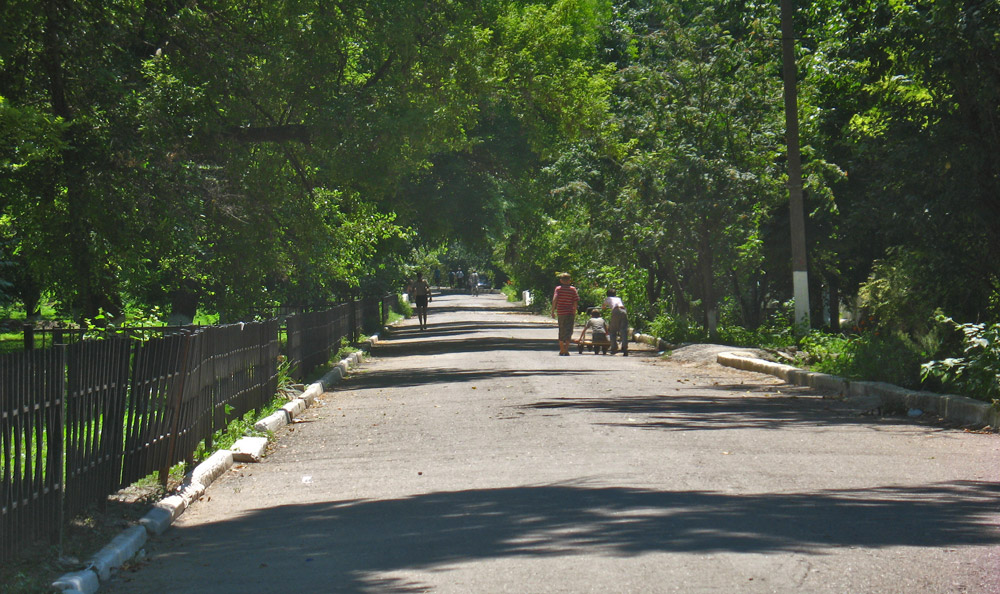

别列赞卡（羅馬化：Berezanka）是烏克蘭南部尼古拉耶夫州尼古拉耶夫區别列赞卡市镇的鎮及行政中心。始建於1876年，面積2.76平方公里，2014年人口4,095，人口密度每平方公里1,483.7人。